# Tcheboa
Tcheboa es un municipio del departamento Bénoué de la región del Norte, Camerún. En noviembre de 2005 tenía una población censada de 92 658 habitantes.
Se encuentra ubicado cerca de la frontera con Nigeria y Chad, y del embalse de Lagdo.